# مهند قاسم کریم
مهند قاسم کریم (عربی: مهند قاسم كريم؛ زادهٔ ۱ ژوئیهٔ ۱۹۹۰) بازیکن فوتبال اهل عراق است.
از باشگاه‌هایی که در آن بازی کرده‌است می‌توان به باشگاه فوتبال الشرطه (عراق) اشاره کرد.
وی همچنین در تیم ملی فوتبال عراق بازی کرده‌است.